# Flore du mont Ventoux

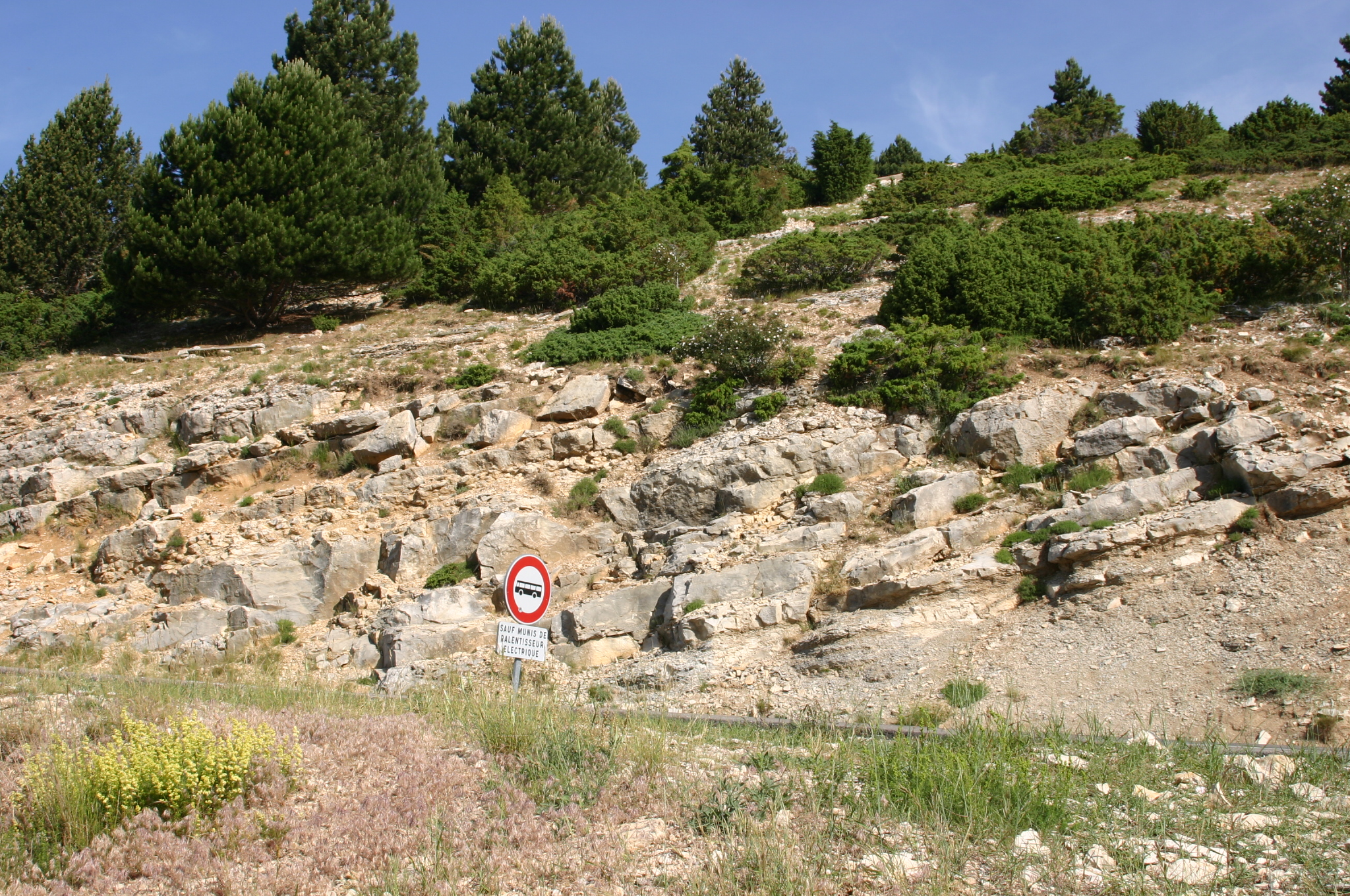
Un aspect de la végétation du Mont Ventoux

La flore du mont Ventoux est riche et exceptionnelle grâce à la configuration du massif et son exposition (une face nord, une face sud). Elle croît sur les deux versants : le versant sud (adret) est bien exposé au soleil et la végétation y est méditerranéenne presque jusqu'au sommet. Le versant nord (ubac) est moins ensoleillé et sa flore est médioeuropéenne.

## Quelques espèces rencontrées
- Absinthe, Artemisia absinthium L. Plante à saveur très amère, connue pour son utilisation dans la fabrication de l'extrait d'absinthe, et d'un apéritif dont la fabrication a été interdite en France en 1915, puis de nouveau autorisée depuis 2011 si son taux de thuyone est réduit, en raison de ses effets toxiques sur la santé. On la trouve dans la partie orientale du massif.

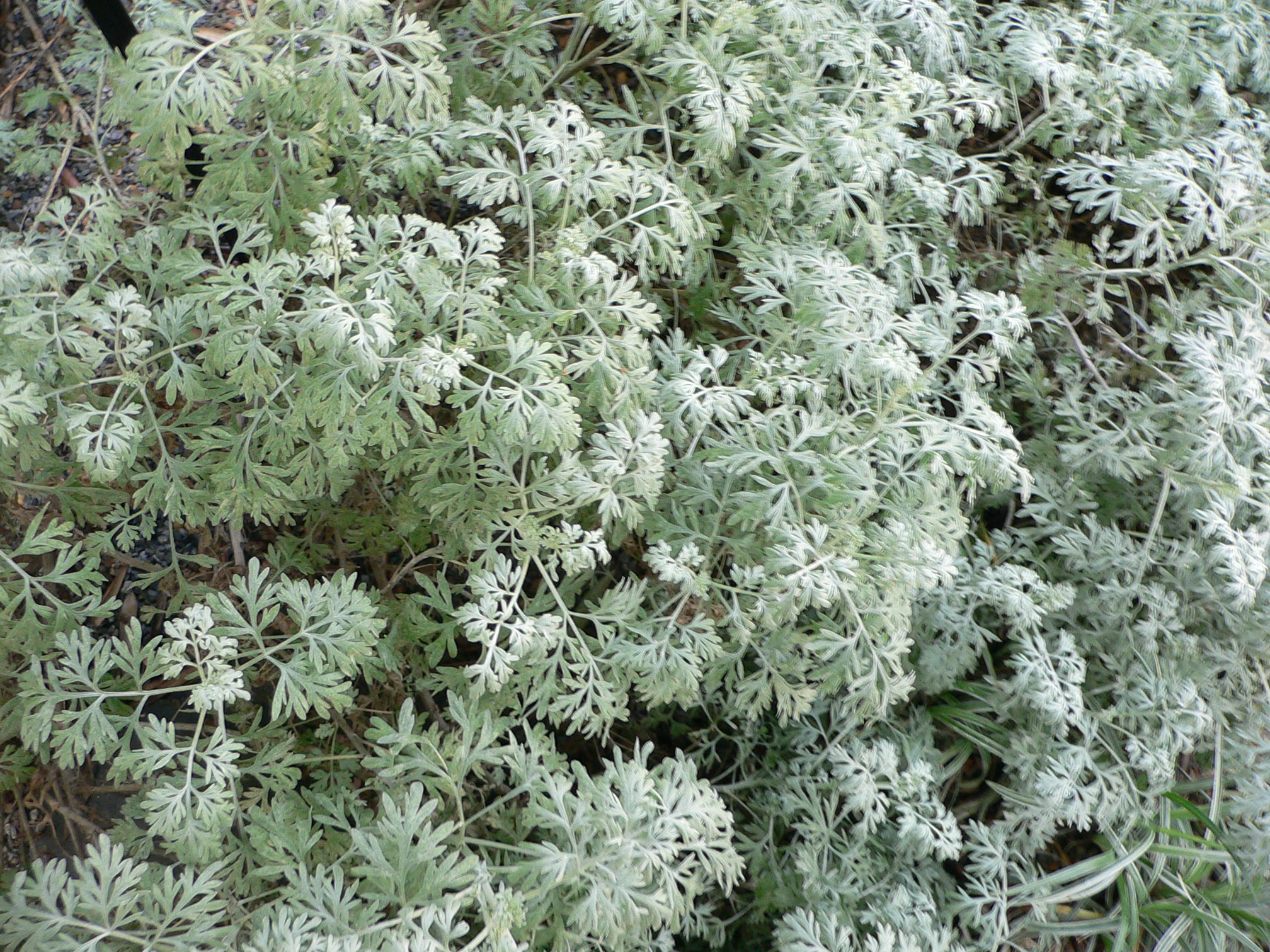
Absinthe.

- Ajonc de Provence, Ulex parviflorus se colore de fleurs jaunes dès l’hiver.
- Aphyllanthe de Montpellier, Aphyllanthes monspeliensis ou œillet bleu de Montpellier pousse dans les régions de garrigues de la montagne.
- Aigremoine eupatoire, Agrimonia eupatoria L. Pousse au piémont du massif. Longue hampe de fleurs jaunes, ses fruits qui s'accrochent sont caractéristiques.
- Alisier blanc, Sorbus aria L. Crantz. Petit arbre qui se rencontre aux étages du hêtre, facilement reconnaissable à ses feuilles recouvertes d'un duvet sur le dessous. Ses fruits rouges sont comestibles (confitures).
- Amélanchier, Amelanchier ovalis Medik. Arbuste à petites feuilles ovales et cotonneuses sur le dessous. Belle floraison blanche au printemps. Son fruit est comestible.
- Aubépine, Crataegus monogyna Jacq. Très courant jusque dans la partie inférieure de l'étage du hêtre. Ses fruits rouges sont comestibles ainsi que sa fleur (tisane).
- Bourrache officinale, Borago officinalis L. Devenue rare. Fleurs renversées en forme d'étoile bleue, entièrement recouverte de poils durs. Fleurs comestibles utilisées en tisanes.
- Buis, Buxus sempervirens L. Arbuste à feuilles coriaces et luisantes. On le trouve depuis la base jusqu'à plus de 1 500 m.

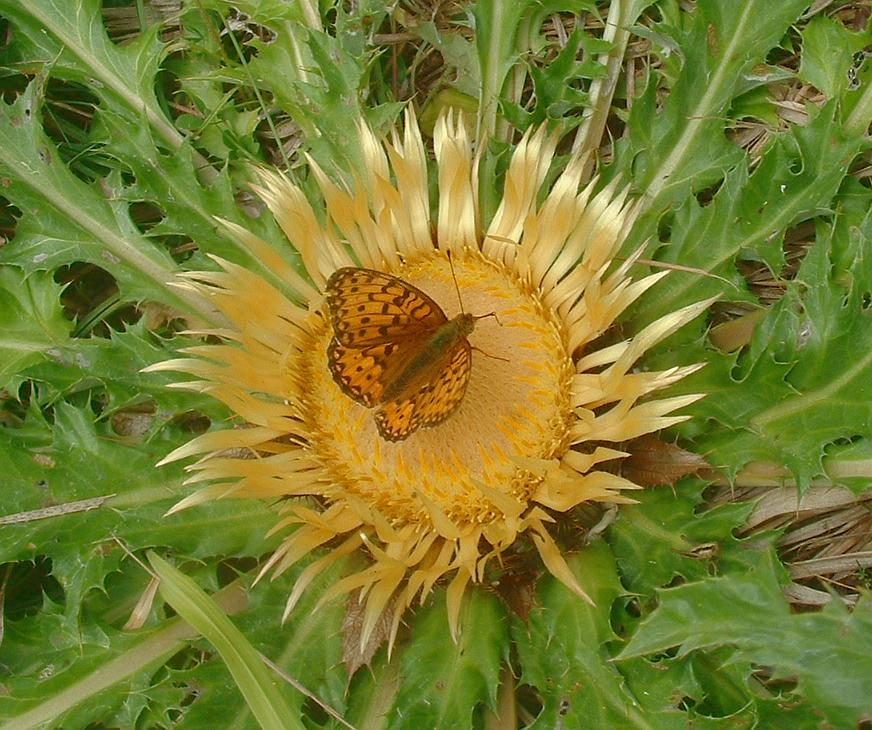
Carline à feuilles d'acanthe.

- Carline à feuilles d'acanthe, Carlina acanthifolia All. Pelouses sèches des étages du chêne blanc et du hêtre. Disparaît de façon spectaculaire en raison de la disparition des troupeaux de moutons et de la progression de la forêt. Autrefois consommé (comme un cœur d'artichaut) cuit ou cru avec une vinaigrette. On la trouvait attachée sur la porte des bergeries et des maisons, pour conjurer le mauvais sort et/ou servir de baromètre (ses bractées se referment par temps humide).
- Carotte sauvage, Daucus carotta L. Fréquente dans les friches. Ombellifère blanche aux fruits hérissés d'aiguillons. Feuilles et racines comestibles.
- Cèdre de l'Atlas, espèce originaire du Maghreb introduite en 1862, occupant une vaste portion de l'adret.
- Centaurée du solstice, Centaurea solstitialis L. Friches autour du Ventoux (bassin de Sault). Fleurs jaunes de juillet à septembre malgré son nom.
- Centaurée jacée, Centaurea jacea L. Fréquente dans les cultures, friches, chemins… Feuilles simples, fleurs violettes.
- Centaurée scabieuse, Centaurea scabiosa L. Aussi fréquente que la Centaurée jacée, seule ses feuilles l'en diffèrent par ses profonds découpages.
- Cerisier de Sainte-Lucie, Prunus mahaleb L. Arbuste fréquent de la base du massif jusqu'à l'étage du hêtre. Endroits ensoleillés; fruits noires, feuilles en forme de cœur typiques.
- Chênes blancs :
  - Chêne pubescent, Quercus pubescens ou humilis. Très abondant depuis la base du massif jusqu'à l'étage qu'il caractérise, reconnaissable par ses feuilles pubescentes à la face inférieure.
  - Chêne sessile, Quercus sessiliflora ou petraea. Se reconnaît du chêne pubescent par ses feuilles glabres.
  - Chêne kermès, Quercus coccifera L. Dépasse rarement 1 m de hauteur, feuilles épineuses, très commun dans les garrigues méridionales, plus discret sur le massif.

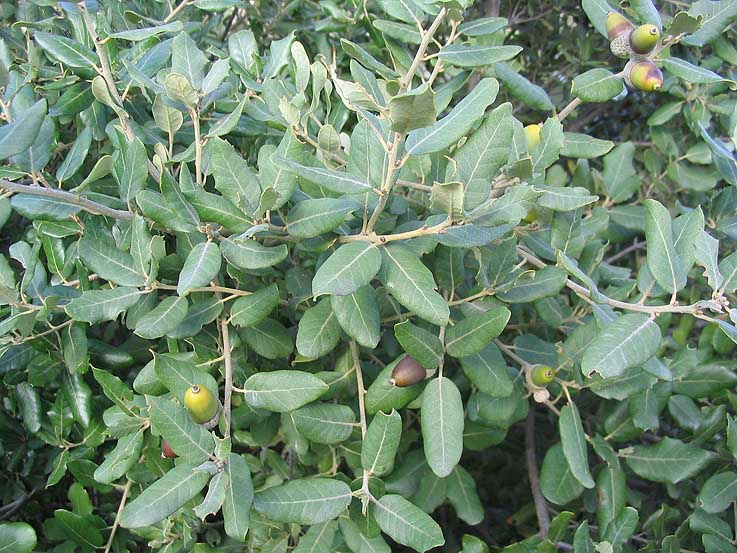
Chêne vert.

- Chêne vert (yeuse), Quercus ilexL. On le trouve depuis les plus basses altitudes jusqu'à 900 m, mais on le rencontre également jusqu'à 1 320 m. Feuilles persistantes, piquantes ou non, aux formes variables; reconnaissable à coup sûr du chêne kermès par le feutrage blanc dessous ses feuilles.
- Chicorée sauvage, Cichorium intybus L. Abondante sur les chemins et dans les cultures. Floraison bleue très abondante et feuilles comestibles en salade.
- Clématite vigne-blanche, Clematis vitalba L. Liane très courante dans les haies et les bois frais. Fruits plumeux.
- Coronille emerus, Hippocrepis emerus L. Arbuste à fleurs jaunes, que l'on trouve dans les sous -bois frais de chênes blancs. Feuilles à 5-9 folioles et fleurs typiquement ajourées.
- Cytise à feuilles sessiles, Cytisophyllum sessilifolium (L.) O.Lang, Arbuste à fleurs jaunes, bois frais et rocailles ensoleillées. Feuille à 3 folioles.
- Cytise des Alpes, Laburnum alpinum. Petit arbre aux feuilles caractéristiques à 3 folioles (comme le trèfle mais en plus grand). Fleurs jaunes en grappes pendantes au printemps. On le trouve à l'étage du hêtre dans la partie orientale du massif. Toxique.
- Églantier, Rosa canina L. On le trouve depuis la base du massif jusque dans la hêtraie-sapinière. La plupart des espèces préfèrent les landes mais on rencontre des espèces forestières. Fruits rouges (cynorrhodons, le fameux poil à gratter) utilisés en confitures, en infusions… C'est la rose sauvage.
- Érables :
  - Érable de Montpellier, Acer monspessulanum L. Se rencontre à l'étage du chêne blanc. Feuilles caractéristiques à 3 lobes.
  - Érable opalus, Acer opalus ou opulifolium. Préfère plus de fraîcheur que l'érable de Montpellier. Feuilles typiques se distinguant de l'érable champêtre par leurs échancrures moins prononcées.
  - Érable champêtre Acer campestre L. Pousse comme l'érable opalus. Feuilles reconnaissables à leurs découpes échancrées.
- Euphorbe characias, Euphorbius characias L. Comme toutes les euphorbes produit un latex blanc vénéneux. On la reconnaît parfaitement à sa forme de palmier miniature (30 à 60 cm) Très abondantes dans les rocailles ensoleillées. Son latex servait à la fabrication de la glu.
- Frêne, Fraxinus excelsior L. Bord des cours d'eau, haies mais aussi montagne. Feuilles utilisées en potions médicales.
- Garance des teinturiers, Rubia tinctorum. Haies et cultures. De ses rhizomes profonds était extraite une teinture rouge 'le rouge garance' utilisé depuis l'Antiquité jusque dans les années 1870. Médicinale.
- Genêt d'Espagne, Spartium junceum L. Fleurs jaunes très odorantes. Se rencontre partout. Appellation erronée car le vrai genêt d'Espagne (Genista hispanica) pousse aussi dans le Ventoux : tout petit rampant et piquant, en coussinets.
- Genêt cendré, Genista cinerea. Se distingue du précédent par des rameaux plus fins. Partie orientale du Ventoux. Plus montagnard aussi il pousse dans les landes.
- Genêt scorpion ou genêt épineux, Genista scorpius. Genêt très épineux, abondant dans l'étage du chêne vert, dans les endroits ensoleillés, les friches, les rocailles.
- Genévrier commun, Juniperus communis. Très commun dès 500 m d'altitude dans les endroits ensoleillés et sous-bois clairs. En altitude croît prostré, tapis contre le sol. Baies bleu-noir, comestibles.

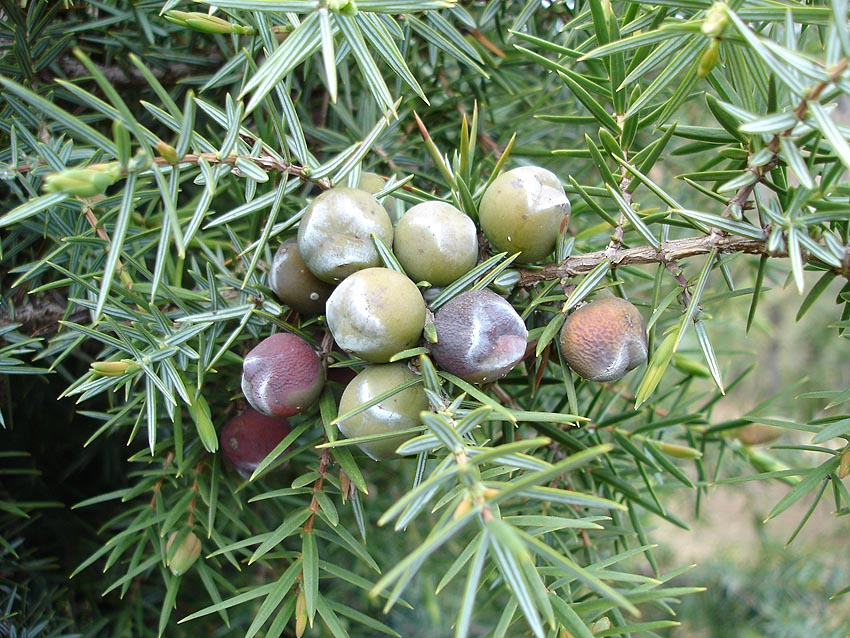
Genévrier oxycèdre.

- Genévrier oxycèdre (Cade), Juniperus oxycedrus. Abondant dans les parties basses et ensoleillées du massif. Fruits gros jaune-orangé, aiguilles à deux lignes blanches sur le dessus. Huile de cade médicinale.
- Hellébore fétide, Helleborus foetidus L. Très courant depuis la base du Ventoux jusqu'au pierrier sommital. Fleurs verdâtres apparaissant dès janvier. Toxique.
- Hépatique, Hepatica nobilis. Sous-bois frais et ombragés depuis la base du Ventoux jusqu'aux forêts élevées. Fleurs mauves aux étamines blanches dès mars. Feuilles à 3 lobes. Utilisée en infusion pour le foie et la digestion.
- Hêtre, Fagus sylvatica L. Peuplement caractéristique de l'étage montagnard de 1 000 m. à 1 500 m. Sur le flanc nord se mélange avec le sapin. Rabougris en altitude. Écorce gris argenté, feuilles simples.
- Houx, Ilex aquifolium L. ESPECE PROTÉGÉE. Présent mais rare. À ne pas confondre avec le petit-houx ou fragon (Ruscus aculeatus) qui dépasse rarement 50 cm. et dont les feuilles petites, ont une seule pointe au bout.
- Joubarbe, Sempervivum sp. Présente un peu partout sur le Ventoux.
- Laitue vivace, Lactuca perennis L. Pousse sur les pelouses sèches et rocailleuses des parties basses du massif jusqu'à 1 800 m. Comestible.
- Lavande aspic - lavande à feuilles larges, Lavandula latifolia Medik. Elle se distingue de la lavande vraie par les ramifications de sa hampe florale, portant chacun un petit épis. Les fleurs sont ternes. Poussent dans les milieux arides et ensoleillés uniquement en Méditerranée.
- Lavande vraie - lavande officinale - lavande à feuilles étroites, Lavandula angustifolia ou officinalis ou vera. Pousse de 500 à 1 500 m sur pelouses sèches, arides et rocailleuses. Floraison remarquable; fleurs violettes, sans ramifications latérales. L'hybride entre les deux lavandes (à feuilles étroites et à feuilles larges) se rencontre aussi à l'état naturel, c'est le lavandin. Nombreuses propriétés médicinales.
- Patience à feuilles en écusson, Rumex scutatus L. Sorte de petite oseille très abondante dans le pierrier sommital. La forme en écusson de ses feuilles est caractéristique. Comestible.
- Pins :
  - Pin d'Alep, Pinus halepensis. Écorce argentée, aiguilles fines d'un vert clair. Flancs sud et ouest de la montagne. Exclusivement méditerranéen.
  - Pin sylvestre, Pinus sylvestris L. Tronc roux-orangé, se rencontre à des altitudes variées mais est très abondant entre 1 200 et 1 500 m sur le flanc sud-ouest.
  - Pin à crochets, Pinus uncinata L. Contrairement au pin sylvestre à qui il ressemble son tronc n'est jamais orangé dans sa partie supérieure et surtout ses pommes de pin (cônes) présentent sur les écailles des crochets réparties de façon dissymétrique sur le cône.
  - Pin maritime, Pinus pinaster L. Surtout présent sur les sols siliceux et notamment les sables ocreux. C'est le pin des Landes avec ses longues aiguilles et ses gros cônes.

- Pistachier lentisque Pistacia lentiscus L. est un arbuste au feuillage persistant et aux fruits d'abord rouges puis noirs.
- Pistachier térébinthe Pistacia terebinthus L., à laquelle l'essence de térébinthe doit son nom, est un arbuste au feuillage caduc qui souvent se drape de rouge à l'automne.
- Prunellier, Prunus spinosa L. Arbuste épineux très fréquent jusqu'à l'étage du hêtre. Feuille petite, ovale, fruit bleu-noirâtre, âpre. Magnifique floraison blanche au printemps. Baies aux propriétés médicinales.
- Raisin d'ours - busserole, Arctostaphylos uva-ursi L. Petit arbuste rampant à feuilles coriaces et luisantes. Baies rouges. Présent au sud comme au nord dans les lieux ensoleillés; il forme de grandes plaques de végétation. Comestible. Feuilles prises en infusion.
- Réséda jaune, Reseda lutea L. On le trouve dans les cultures et en altitude sur les pistes forestières.
- Romarin, Rosmarinus officinalis L. Il fleurit surtout en hiver. On le trouve essentiellement sur les terrains marneux du sud-ouest du massif. Plante aux nombreuses propriétés médicinales et aromatiques.
- Sapin blanc, Abies alba Mill. Reconnaissable à ses aiguilles non piquantes qui comportent deux raies blanches dessous et à ses cônes dressés. Très fréquent sur le versant nord, il caractérise avec le hêtre l'étage montagnard. Vertus médicinales.
- Sarriette des montagnes, Satureja montana L. Très commun dans les endroits ensoleillés. Feuilles fines et aigües. Fleurit en septembre. Plante aromatique et médicinale.
- Sauge officinale, Salvia officinalis L. N'est pas spontanée, bien que très présente au pied du Ventoux. Ne pas confondre avec Salvia lavandulifolia très présente elle aussi. Usage médicinal et aromatique.
- Serpolet, Thymus serpyllum L. On le trouve surtout dans la partie haute du Ventoux, où il relaie le thym jusqu'à 1 750 m. Tiges rampantes. Comestible et médicinale.
- Silène, Silene vulgaris ou inflata. Très commun jusqu'en altitude, dans les milieux frais. Fleurs blanches renflées très reconnaissables.
- Un des sureaux à grappes, Sambucus racemosa. Arbuste poussant en altitude aux très beaux fruits rouge-corail. Fruits comestibles (confiture).
- Thym, Thymus vulgaris L. Croît sur les lieux ensoleillés jusqu'à 1 500 m dans la partie ouest et 1 200 m. dans la partie est. Plante aromatique aux nombreuses vertus médicinales.
- Tussilage, Tussilago farfara L. Sur les terrains frais de la base du Ventoux jusqu'à 1 500 m. Fleurs jaunes. Vertus médicinales.
- Viorne lantane, Viburnum lantana L. Arbuste fréquent dans les endroits ensoleillés. Fruits rouges. Sur les feuilles nervures marquées et poils étoiles.
- Viorne tin, Viburnum tinus L. Arbuste fréquent du pourtour méditerranéen.

## Plantes d'altitude et plantes rares
La plupart des plantes du sommet du mont Ventoux poussent également dans les Alpes ainsi que dans les Pyrénées. Mais certaines, très rares, ne se rencontrent que sur le mont Ventoux. D'une manière générale il faut éviter de ramasser les plantes décrites ci-dessous, quand ce n'est pas tout à fait interdit (espèce protégée).
- Ail à fleurs de narcisse, Allium narcissiflorum Vill. Flanc nord, 1 800 m d'altitude. Pousse dans les éboulis. Floraison de juillet à août. On le retrouve dans les Alpes sud-occidentales.
- Alysse à feuilles en coin, Alyssum cuneifolium Ten. ESPECE PROTEGEE. On la rencontre sur le pierrier sommital. Fleurs jaunes de juin à juillet. Plante très rare qui ne se trouve que sur quelques montagnes méditerranéennes de la Grèce à l'Espagne. En France est localisée sur le mont Ventoux et dans les Pyrénées Orientales.

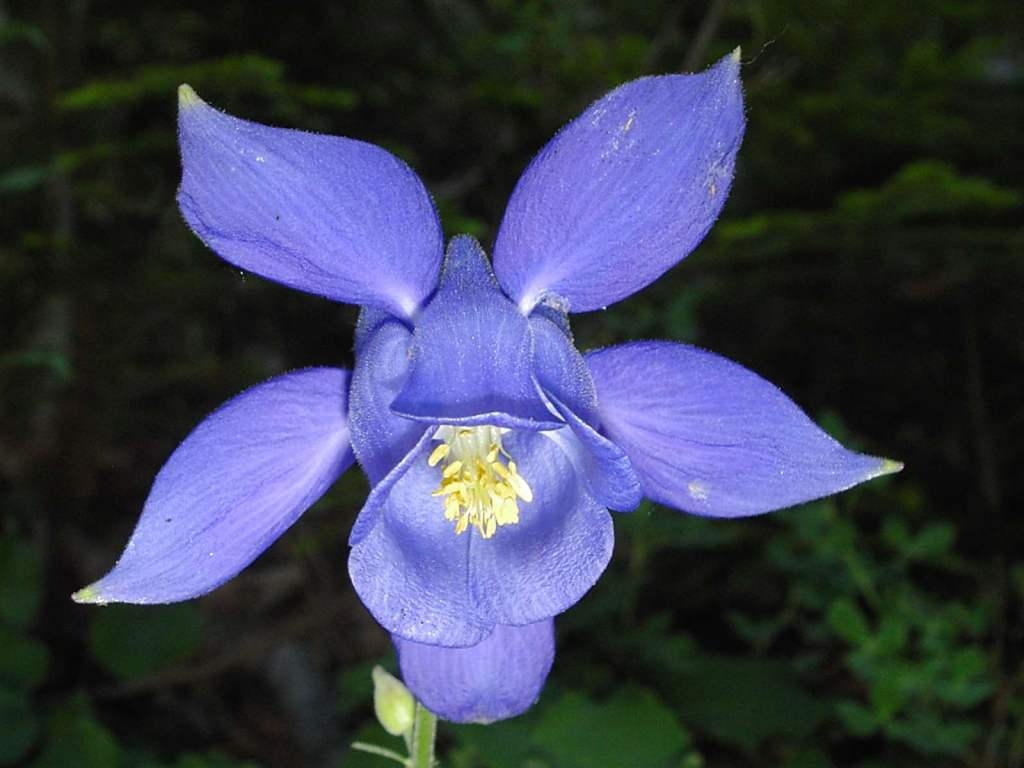
Ancolie de Bertoloni

- Ancolie de Bertoloni, Aquilegia bertolonii Schott. ESPECE PROTEGÉE. On la trouve dans les éboulis et les rocailles d'altitude sur le versant nord. Fleurs bleu-violacé aux anthères jaune vif, apparaissant de mai à juillet. Répartie dans les Alpes provençales et ligures (France et Italie).
- Androsace :
  - Androsace villeuse, Androsace villosa L. Fleurit de juin à juillet. Fleurs blanches avec un cœur jaune ou rouge. Pousse sur les rocailles et les cailloutis de la partie haute du Ventoux. On la retrouve dans les montagnes d'Europe.
  - Androsace de vitaliana, Androsace vitaliana L. Fleurs jaunes apparaissant en mars-avril. Pousse et croît avec l'Androsace villeuse.
  - Androsace de Chaix, Androsace chaixii. Petite plante discrète bisannuelle. Hêtraie du versant nord. Elle fleurit en avril-mai avec de longues hampes florales grêles portant de petites fleurs roses ou blanches. On la retrouve dans quelques départements du sud-ouest de la France.
- Campanule des Alpes, Campanula alpestris All. Croît dans les éboulis du versant nord. Grosses fleurs violettes de fin juin et courant juillet.

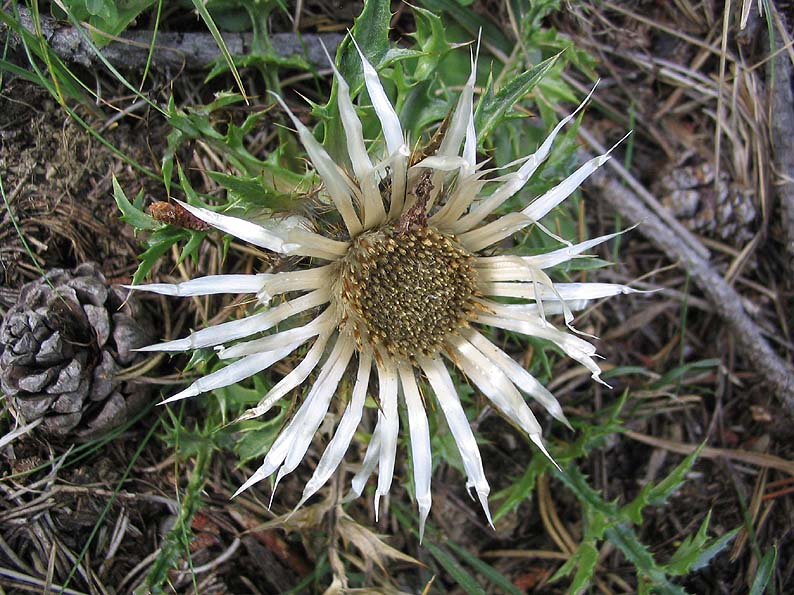
Carline acaule

- Carline acaule, Carlina acaulis. On la rencontre dans le pierrier sommital et les bois clairs de l'étage du hêtre. Floraison estivale. On la différencie de la carline à feuilles d'acanthe par l'existence d'une tige.
- Crépis pygmée, Crepis pygmaea L. Une ou deux fleurs jaunes de type pissenlit. Plante rare des Alpes et des Pyrénées. Sur les cailloutis d'altitude.
- Drave faux Aïzoon, Draba aizoides L. Assez fréquente dans les pelouses du sommet. Fleurs jaunes dès le début du printemps qui laissent leur place à des fruits plats et ovales sur une grappe. Grande répartition sur les montagnes d'Europe.
- Edelweiss (A compléter)
- Épilobe à feuilles étroites, Chamerion angustifolium (L.) Holub Plante assez courantes dans l'étage du hêtre. Elle dépasse souvent 1 m. Fleurs rose vif. Elle est extension.
- Euphorbe de Loiseleur, Euphorbia seguieriana. ESPECE PROTEGEE. Rare. Ne pousse qu'au mont Ventoux et dans quelques montagnes de l'Aude. On la trouve dans les éboulis du sommet. Port prostré et souche ligneuse.
- Genêt de Villars, Genista pulchella-villarsii. Fortement plaqué sur le sol il ne le dépasse que de quelques centimètres. Pousse sur les crêtes ventées jusqu'à 1200 m. Floraison jaune en juin. Espèce rare des crêtes ventées de sud de l'Europe.
- Globulaire rampante, Globularia repens Lam. Tapis ras de petites feuilles coriaces vert foncé recouverts de fleurs mauves en boule. Croît sur les rochers ensoleillés depuis 400 m jusqu'à 1 700 m.
- Ibéris de Candolle, Iberis candolleana Jordan. ESPECE PROTEGEE. Pousse sur les éboulis et les cailloutis du sommet. Ses fleurs blanches ou roses apparaissent de juin à août. Plante rare ne poussant que sur le Ventoux et quelques montagnes de la Drôme.
- Linaire alpine, Linaria alpina Miller. On la reconnait facilement à ses couleurs flamboyantes : violet et orangé. Plante annuelle ou bisannuelle fleurissant en juillet sur les éboulis du sommet du versant nord.

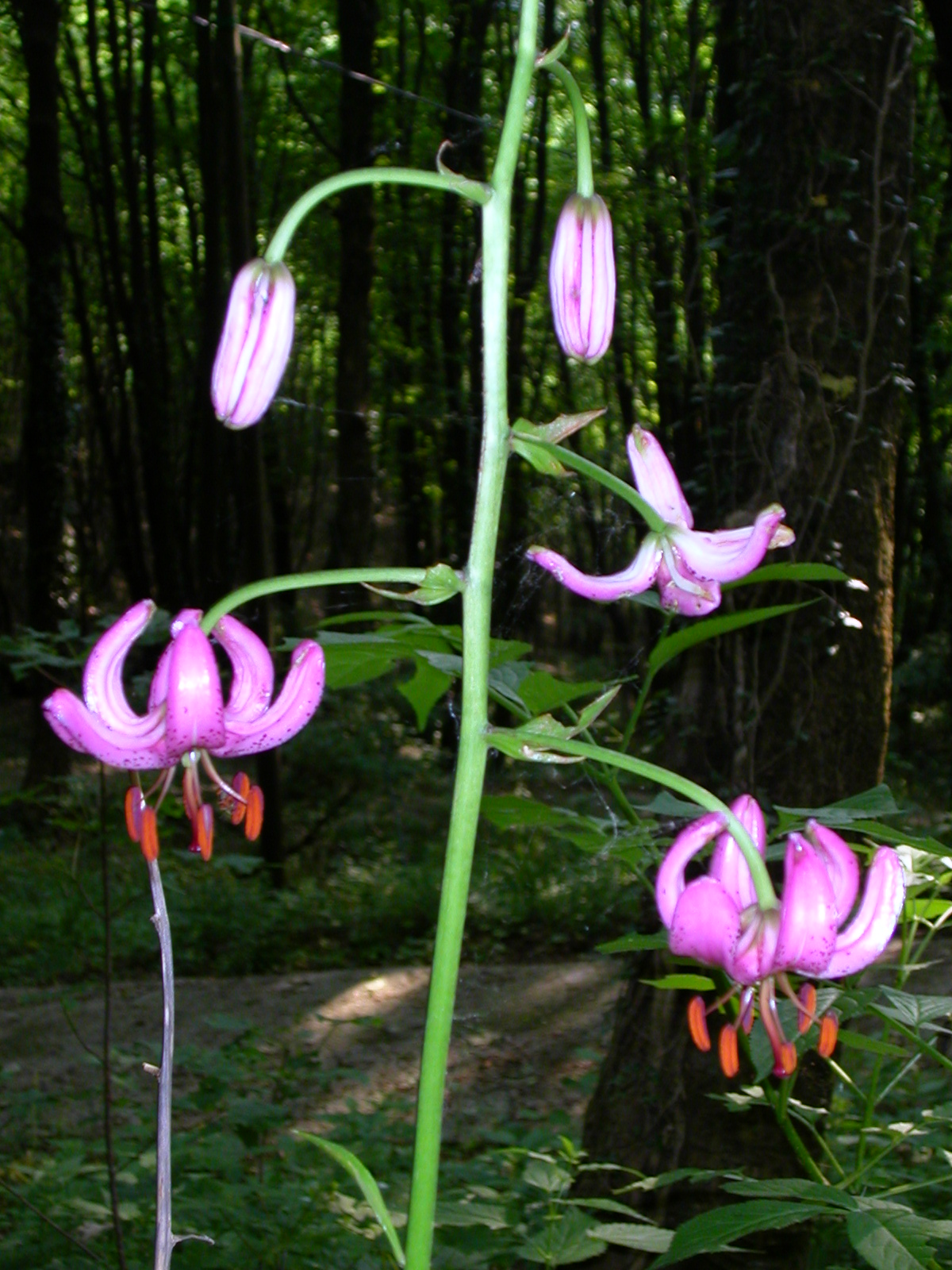
Lis martagon

- Lis Martagon, Lilium martagon L. ESPECE PROTEGEE. On le rencontre sur le flanc nord dans les clairières de l'étage du hêtre. Magnifique fleur rose-orangé et pourpre sur longue tige. Fleurit à la fin de l'été.
- Minuartie à feuilles capillaires, Minuartia capillacea All. Belle fleur blanche à pétales veinées qui rappelle celle du lin. S'ouvrent en juillet. On la rencontre dans les rochers et les cailloutis des crêtes. Plante rare des montagnes du sud de l'Europe.
- Myosotis alpestre, Myosotis alpestris. Fleurs roses puis bleues apparaissant en juin. Pousse sur les éboulis et les rochers du sommet. On la rencontre dans les montagnes d'Europe et d'Asie.
- Nivéole de Fabre, Leucojum fabrei. ESPECE PROTEGEE. Cette fleur n'existe que sur le flanc sud Ventoux et nulle part ailleurs. Fleur blanche penchée. Sa floraison ne dure qu'une semaine environ fin avril ou début mai.
- Panicaut épine-blanche, Eryngium spinalba Vill. ESPECE PROTEGEE Chardon caractéristique aux épines blanches, très rare et ne poussant que dans le sud-ouest des Alpes (France et Italie). Sur le Ventoux on le rencontre sur les pierriers du sommet. Il fleurit de juin à août.
- Paronyque de Provence, Paronychia kapela. On la rencontre dans les rocailles ensoleillées d'altitude sous forme de tapis argentés. Sous-espèce très rare localisée dans les Alpes de Provence.
- Pavot des Alpes - pavot velu du Groenland, Papaver aurantiacum Loisel. (synonyme Papaver rhaeticum). Belle fleur jaune ou orangé s'épanouissant en juin et juillet, dans les éboulis du sommet.
- Pensée du mont Cenis, Viola cenisia L. On la rencontre sur les éboulis des deux versants de fin mai à mi-juin. Fleurs violettes. C'est une plante alpine rare qu'on retrouve aussi dans la montagne de Lure.
- Potentille cendrée, Potentille cinerea. Ses feuilles ressemblent à celles du fraisier. Ses fleurs jaunes s'épanouissent d'avril à début mai. On la rencontre sur la crête occidentale jusqu'à 900 m. et rarement dans le sud-ouest de l'Europe.
- Sabline agrégée, Arenaria aggregata. Assez courante dans les cailloutis du sommet. Elle forme des petits coussinets de feuilles aux fleurs blanches apparaissant de fin juin à début juillet.
- Saxifrage australe, Saxifraga callosa. Feuilles coriaces en rosette et hampe florale à fleurs blanches. Sur les rochers abrupts du versant nord, à haute altitude. Floraison de fin juin à début août. Plante très rare des Alpes de Provence.
- Saxifrage à feuilles opposées, Saxifraga oppositifolia L. Coussinets aux feuilles opposées. Fleurs roses ou violacées s'épanouissant d'avril jusqu'en juin. Crête du versant nord dans les rocailles. On la retrouve dans les Alpes et les régions arctiques.
- Saxifrage sillonnée, Saxifraga exarata L. Petits coussinets que l'on trouve dans les rochers du sommet. En juin-juillet les coussinets se fleurissent de petites fleurs blanc-jaunâtre de taille variable. On la trouve dans les montagnes du sud de l'Europe.
- Silène du Valais, Silene vallesia L. On la rencontre sur la crête principale à partir de 1480 m. dans les rochers ensoleillés et les éboulis. Port rampant, fleurs rose à jaune-verdâtre. Plante très rare connue dans le Piémont, dans les montagnes d'Albanie et d'ex-Yougoslavie, en Savoie et dans l'Oisans.
- Sorbier des oiseleurs, Sorbus aucuparia L. Petit arbre présent en altitude sur le flanc nord. Petits fruits rouges en septembre, octobre.